# Robert Adams (sculpteur)
Pour les articles homonymes, voir Robert Adams et Adams.
Robert Adams (Northampton, 5 octobre 1917 - 5 avril 1984) est un peintre et sculpteur britannique de tendance abstraite. Peu connu du grand public, Robert Adams est néanmoins considéré comme l'un des sculpteurs britanniques les plus importants de sa génération.

## Biographie
Spécialisé dans le travail du bois, du plâtre et de la pierre, il étudie de 1933 à 1944 à l'École d'art de Northampton. Il se rend à Paris à la fin des années 1940 où il rencontre Brancusi et Laurens. Adams a sa première exposition personnelle en 1947 chez Gimpel fils à Londres. Il commence à enseigner à l’École centrale des arts et métiers de Londres en 1949 où il s'initie à la soudure du métal. Entre 1951 et 1956, Il fait partie d'un cercle d'artistes autour de Victor Pasmore, comprenant Adrian Heath, Anthony Hill (en), Kenneth Martin et Mary Martin. Il expose et joue avec eux un rôle actif dans la diffusion du constructivisme en Grande Bretagne. Il expose à la XXVIe Biennale de Venise en 1952 et en 1962, lors d'une rétrospective. À partir de 1955, Adams commence la construction de sculptures constituées de feuilles et de tiges métalliques soudées. Il se consacre ensuite au travail du bronze.

## Collections publiques et privées
Certaines de ses œuvres sont conservées à la Tate Britain (Figure, 1949; Space Construction with a Spiral, 1950 ; Maquette for Architectural Screen, 1956 ; Large Screen Form No. 2, 1962 ; Screen I, Screen II, Screen III, 1962-1963 ; Whiteprint, 1971 ; Screen Form 1973, etc), dans les collections du British Council (Construction, 1951 ; Rectangular Bronze Forms n°4, 1955; Rectangular Bronze Forms n°8, 1955 ; Triangular Forms, 1960 ; Climbing Forms N°2 OP. n°148, 1961 ; Black Forms, lithographie non datée ; Black and Grey Forms, 1932 ; Tow Figures, 1949 ; Two Constructions, 1949 ; Figure and Trees, 1949 ; Vertical Forms on Blue Blackground, 1950), au Mildred Lane Kemper Art Museum (Falling Planes, 1959) ; au DeCordova Museum and Sculpture Park (en), Lincoln, Massachusetts (Thorn, sculpture en bronze, 1957), au J. Paul Getty Museum à Los Angeles (Two, 1977), au Holland Park de Londres (Vertical Forms), à la Contemporary Art Society (en) à Londres (Slim Bronze n°3). Il est également l'auteur de plusieurs sculptures monumentales et de nombreuses commandes pour des écoles, des banques ou des églises : sculpture murale du théâtre municipal de Gelsenkirchen en Allemagne (1959), sculpture en acier pour Kingswell à Hampstead (1973).